# پریه‌نه
پریه‌نه (یونانی باستان: Πριήνη Priēnē)نام یک منطقهٔ مسکونی در ترکیه است که در دوران یونان باستان ساخته شده‌است. این منطقه در استان آیدین واقع است.